# Jim Messina
Jim Messina, född 5 december 1947 i Maywood, Kalifornien, är en amerikansk musiker och producent. Han har varit medlem i grupperna Buffalo Springfield, Poco och Loggins and Messina.
Jim Messina inledde sin karriär som inspelningstekniker och producent och det var i denna roll han först kom i kontakt med folkrockgruppen Buffalo Springfield. Efter att originalmedlemmen Bruce Palmer hoppat av blev dock han på deras tredje och sista album, Last Time Around (1968), en fullvärdig medlem som basist. Efter att gruppen upplösts bildade Messina tillsammans med Richie Furay, även han medlem av Buffalo Springfield, countryrockbandet Poco. Messina spelade gitarr i gruppen och bidrog också i viss mån som sångare och låtskrivare. Efter två album, Pickin' Up the Pieces (1969) och Poco (1970), lämnade han bandet. 
Efter Poco arbetade Messina som självständig producent på Columbia Records. Genom detta jobb mötte han Kenny Loggins, vars debutalbum han skulle producera. Han kom dock även att sjunga och spela gitarr på albumet och till slut valde man att ge ut det som Kenny Loggins with Jim Messina Sittin' In (1971). De spelade därefter in ett antal album som en duo fram till 1976, då samarbetet sprack eftersom Loggins kände att han inte hade något kvar att lära från Messina. Båda två fortsatte som soloartister, varav Loggins blev mest framgångsrik.
Utöver sin solokarriär, under vilken han hittills givit ut tre studioalbum, driver Messina numera bland annat Jim Messina's Songwriters' Performance Workshop, men har på senare år även deltagit i återföreningar med såväl Poco som Loggins and Messina.

## Diskografi
Soloalbum
- 1979 – Oasis
- 1981 – Messina
- 1983 – One More Mile
- 1996 – Watching the River Run (live)